# Cytherea multicolor
Cytherea multicolor är en tvåvingeart som först beskrevs av Jacques-Marie-Frangile Bigot 1892.  Cytherea multicolor ingår i släktet Cytherea och familjen svävflugor. Inga underarter finns listade i Catalogue of Life.